# Liou Ťia-kchun
Liou Ťia-kchun, (čínsky pchin-jinem Liú Jiākūn, znaky 刘家琨; * 1. ledna 1956 Čcheng-tu) je čínský architekt. V roce 2025 obdržel Pritzkerovu cenu.

## Život

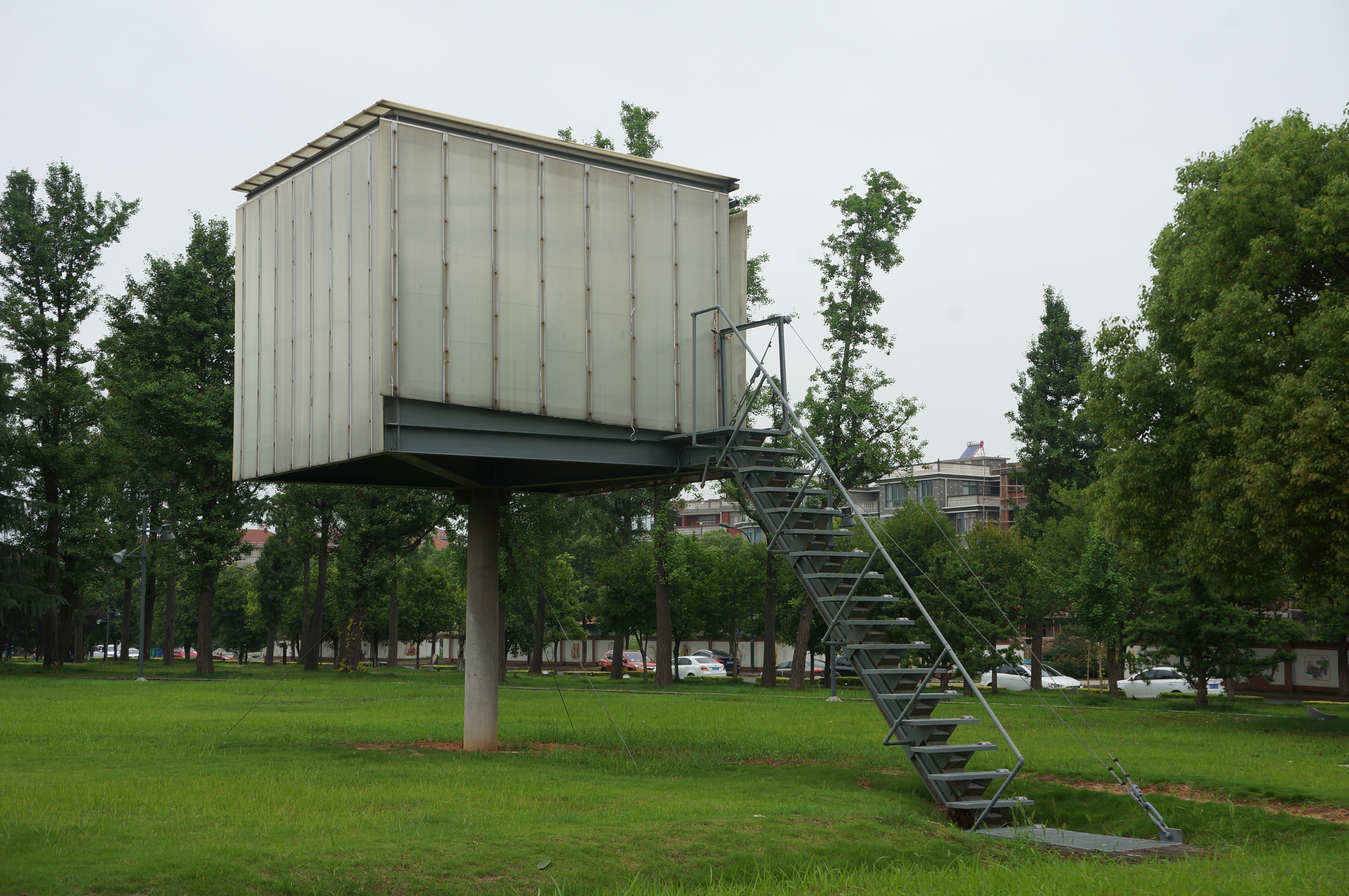
Visutý čajový dům

Narodil se v Čcheng-tu a vystudoval školu architektury v Čchung-čchingu. V roce 1999 založil vlastní architektonickou kancelář. V roce 2025 se stal laureátem Pritzkerovy ceny jako druhý architekt původem z Číny

## Ocenění
- Pritzkerova cena, 2025